# Исследования видеоигр
Исследования видеоигр (англ. Game studies) изучают компьютерные игры (видеоигры). В ряде европейских стран именуются людологией (от лат. ludus — «игра»; λόγος — «знание»), однако данное понятие более узкое. Дисциплина не имеет специфического метода познания или специфического понимания что являет собой видеоигра. Исследование игры происходит в междисциплинарном поле, состоящем из пересечения методов познания таких наук, как информатика, психология, социология, антропология, философия, искусствоведение и литературоведение, медиаведение, коммуникации, теология, и некоторых других.

## История
Попытки изучения и анализа игры как одного из процессов человеческой деятельности европейскими философами предпринимались с начала 1900-х годов, среди них можно выделить француза Роже Кайуа и голландца Йохана Хёйзингу с трактатом Homo Ludens. 
На протяжении первых десятилетий существования видеоигр они почти не привлекали к себе внимания исследователей. Для выпущенных между 1972 и 2000 годами академических публикаций об играх и новых медиа вообще была характерна «поколенческая моральная паника»: авторы не были знакомы ни с играми, ни с окружающей их культурой и выражали априорную неприязнь к ним — в центре исследований находилась «проблема» увлечения молодёжи видеоиграми, в частности, идеи о том, что видеоигры якобы вызывают преступления в реальном мире. Психологические исследования часто опирались на упрощённые модели «медиавоздействия» и лабораторные изыскания, не принимавшие во внимания контексты и переменные реального мира. Философия видеоигр как дисциплина зародилась в 1980-х годах в США в рамках изучения компьютеров как медиа в дисциплине медиаведения, в рамках исследований упор делался на поиск и систематизацию сходства компьютера и других медиа. Одной из первых крупных и серьёзных исследований видеоигр как формы культуры стала книга Playing with Power in Movies, Television and Video Games (1991) американского киноведа Марши Киндер — Киндер изучала игры в рамках более широких сетей коммодифицированных детских игрушек и медиа. Более типичным для этого периода исследованием — и с точки зрения враждебности к играм, и с точки зрения используемой базы знаний — стала книга Video Kids: Making Sense of Nintendo (1991) Юджина Провенцо, профессора университета Майями; Провенцо осуждал негативное влияние игр на детей и прежде всего изображаемое в них мизогинистическое насилие.
В конце 1990-х уже в Европе компьютерные игры стали изучать как игры, дисциплина получила название (англ. Game studies), название устоялось. В 1999 году в Дании был открыт научно-образовательный центр — Center for Computer Games Research, в 2001 году увидел свет первый рецензируемый научный журнал — Game studies, в редакцию журнала вошли специалисты из Финляндии, Швеции, Великобритании и США. Через несколько лет журналов уже было несколько, среди них можно выделить: Games and Culture и Eludamos (США), Loading… (Канада), International Journal of Role-Playing (Нидерланды), Homo Ludens (Польша), The Computer Games Journal (Великобритания). Также стали образовываться и открываться научные центры по всему миру. В середине 2000-х была организована ведущая в данном вопросе международная организация Digital Games Research Association (DiGRA), которая занимается популяризацией философии видеоигр, проводя конференции, симпозиумы, фестивали. Наибольшую популярность и исследовательскую активность дисциплина имеет в США и Западной Европе. В России при философском факультете СПбГУ есть Лаборатория Исследования Компьютерных Игр, также данной дисциплиной занимаются на философском факультете МГУ.

## Методология
В начале 1990-х процесс изучения видеоигр происходил в рамках нарратологии (согласно этому подходу, все культурные объекты суть не что иное как тексты), то есть игра изучалась как некий организованный текст, ключевую роль в котором играет нарратив. К середине 90-х стало очевидно, что данный подход не оптимален, ибо описание сюжета игры не даёт полной картины процессов. В конце 90-х был выдвинут подход к изучению видеоигры как геймплея, включающего в себя правила игры, которым она подчиняется, вместе с вариативностью и соревновательностью (подход получил название «людология»), однако, согласно изучению игр по данному методу, ряд игр были одной игрой, скажем все RPG. Постепенно стало очевидно, что оба подхода дают знания о игре, но эти знания неполны и до сути добраться не позволяют. Так появился нередукционистский подход, который гласит: игру следует познавать разными методами на разных этапах изучения. 
Американец Ян Богост в своей статье «Беспорядочность видеоигр» выделил 5 основных уровней познания, не отрицая при этом, что их может быть больше. Это были следующие уровни: первый уровень — уровень восприятия, изучающий психологию игрока. Второй уровень — интерфейс, изучающий все то, что игрок видит глазами. Третий уровень — уровень функции, это то, чего игрок не видит, но то, что позволяют реализовывать правила игры. Четвёртый уровень — это код, то есть изучение игры как компьютерной программы. Пятый уровень — уровень платформы, на которой эта игра игроку подаётся и её изучение. При этом все уровни равнозначны в процессе изучения.